# Gekkouga
Gekkouga (ゲッコウガ Gekkōga), còn có tên theo tiếng Anh là Greninja (/ɡrɛˈnɪndʒə/ greh-NIN-jə), là một loài Pokémon xuất hiện trong các trò chơi của Nintendo và Game Freak thuộc thương hiệu nhượng quyền thương mại Pokémon, giới thiệu lần đầu trong Pokémon X và Pokémon Y, rồi xuất hiện trên một loạt các phương tiện truyền thông Pokémon khác như anime. Đó là dạng tiến hóa cuối cùng của Keromatsu, Pokémon khởi đầu Hệ Nước của X và Y, với khả năng "Nước xiết (Torrent)" hoặc "Protean", và "Battle Bond" như một khả năng sự kiện, cho phép nó trở thành Ash-Greninja (còn gọi là Satoshi-Gekkouga) và là dạng tiến hóa cao hơn của Gekogashira. Được phân loại là "Pokémon Ninja", Gekkouga là một bậc thầy về sự nhanh nhẹn và tàng hình thuộc loài ếch Pokémon Hệ Nước và Bóng tối.
Nó xuất hiện nổi bật trong phần XY của anime Pokémon với tư cách là một trong những Pokémon chính của Satoshi, được lồng tiếng bởi Yūji Ueda trong tiếng Nhật và Billy Bob Thompson trong tiếng Anh. Gekkouga này đã hợp thể với Satoshi để biến thành một hình thức độc đáo, Satoshi-Gekkouga, mà sau đó đã được phát hành cho các trò chơi dưới dạng Greninja được trao quyền cho người chơi của Pokémon Sun và Moon Phiên bản demo đặc biệt. Gekkouga được giới thiệu là một chiến binh có thể chơi được trong nhượng quyền thương mại Super Smash Bros. với Super Smash Bros. cho Nintendo 3DS và Wii U với tư cách là một trong năm đại diện của loạt Pokemon, và được tích hợp vào manga như Pokémon Adventures.
Gekkouga đã được đáp ứng với sự đón nhận rất tích cực, nhanh chóng trở thành một trong những Pokémon nổi tiếng nhất của thế hệ thứ sáu vì thiết kế đáng yêu và sức mạnh trong lối chơi cạnh tranh. Sự phổ biến của nó đã dẫn đến việc tích hợp vào các hoạt động buôn bán và quảng bá khác nhau của nhượng quyền thương mại Pokémon.

## Khái niệm và đặc điểm
Gekkouga là một sinh vật trông giống ếch được sắp xếp hợp lý với làn da màu xanh sẫm và phần dưới màu be, với các chi dài và thân hình gầy gò đặc biệt gợi nhớ đến ếch cây. Những gì giống như một chiếc khăn màu hồng thực sự là lưỡi tiền sử của nó quấn quanh đầu của nó. Hai phần lồi ra giống như tai kéo dài từ hai bên đầu và kết nối với một cấu trúc giống như sừng nhỏ hơn ở giữa bằng cách thắt vải màu xanh lam. Các đốm của cùng một màu xanh có thể được tìm thấy trên mỗi đùi, được cho là giống với các ngôi sao ninja hoặc vết sẹo chiến đấu. Giống như một con ếch, chân của Gekkouga có màng, ống hút bám trên tường trên mỗi chữ số và chân sau mạnh mẽ. Nó bắn những luồng hoa văn nén từ lòng bàn tay. Một bong bóng lớn có thể được tìm thấy trên mỗi chi. Là một sinh vật hai chân, Gekkouga có thể thoải mái đứng trên hai chân sau, nhưng dựa vào một trong các chi trước của nó trong tư thế cúi xuống khi chiến đấu. Khi nghỉ ngơi, đôi mắt của nó màu trắng với con ngươi hình chữ thập, nhưng khi tham gia, chúng có màu đỏ, hình bầu dục, con ngươi màu trắng và một cái nhìn hẹp. Nó chỉ nặng 88,2 lbs. (40 kg), nhưng vẫn khá cao ở 4'11"(1,5 m).
Nó chia sẻ mô típ của các lớp trò chơi nhập vai với các kết hợp của Hệ Cỏ (Brigaron) và Hệ lửa (Mahoxy); trong khi 2 Pokemon kia lần lượt lấy cảm hứng từ một hiệp sĩ và phù thủy, Gekkouga lấy cảm hứng nặng nề từ ninja. Ở Nhật Bản, ếch và cóc từ lâu đã được liên kết với ninjutsu thông qua câu chuyện dân gian "Câu chuyện về Jiraiya dũng cảm" (児雷也豪傑物語 Jiraiya Gōketsu Monogatari), là một câu chuyện về một ninja có thể biến thành một con cóc lớn.
Gekkouga có thể di chuyển với "ân sủng của ninja", và có một thiết kế và bộ khả năng liên quan đến Ninjutsu. Các chiêu thức của nó như chiêu Phi tiêu nước, cho phép nó nhanh chóng bắn những ngôi sao ném từ nước nén, ngoài ra nó còn có một số tuyệt chiêu khác như Ảnh Kích và Phân thân. Đây cũng là Pokémon duy nhất học được khả năng Mat Block, che chắn phía người dùng bằng một tấm thảm lật. Khả năng Protean, cho phép người dùng ngụy trang theo kiểu tấn công mà nó sử dụng, là sự nổi bật của Gekkouga và Pokemon Kakureon của tắc kè hoa (cũng như các phát triển trước của người tạo hình). Có khả năng biến mất và xuất hiện lại nhanh chóng, nó thích đùa giỡn với kẻ thù theo cách như vậy. Nó rất dễ thích nghi, học nhiều động tác như Bật Nhảy, Năng Lực Thần Thông và Đá Thấp từ các hệ khác nhau.
Khả năng tàng hình và nhanh nhẹn của Gekkouga là độc nhất trong số các Pokémon khởi đầu hệ Nước, tương phản với các thiết kế trước đây như Kamex và Laglarge. Nó bắn những tia nước nén từ tay nó, trái ngược với nhiều Pokémon hệ Nước khác bắn nước từ miệng chúng. Nó được sáng tạo bởi Yusuke Ohmura, người đã thiết kế các Pokémon khởi đầu của hai thế hệ trước cũng như các Pokémon cho X và Y, Xerneas và Yveltal. Thiết kế của Gekkouga được hoàn thiện bởi Ken Sugimori, giám đốc nghệ thuật của Game Freak.
Khi Pokemon X và Y diễn ra ở Kalos, một khu vực hư cấu lấy cảm hứng từ Pháp, tên của Gekkouga kết hợp từ tiếng Pháp có nghĩa là ếch (grenouille) và "ninja". Nó được sử dụng cho các bản địa hóa tiếng Anh, tiếng Tây Ban Nha và tiếng Ý của X và Y. Trớ trêu thay, một tên hoàn toàn khác được sử dụng trong bản địa hóa tiếng Pháp, với "Amphinobi" kết hợp từ tiếng Pháp là amphibian (amphibie) và " shinobi ". Tên tiếng Nhật của nó là "Gekkouga", kết hợp từ tiếng Nhật có nghĩa là croak (げ こgeko) và trường ninjutsu Koga (賀Kōga ryū).

## Xuất hiện

### Trong các trò chơi

#### Dòng trò chơi Pokémon
Gekkouga đã ra mắt trong Pokémon X và Y, được phát hành quốc tế vào ngày 12 tháng 10 năm 2013 cho Nintendo 3DS. Như trường hợp của hầu hết các Pokemon phát triển từ những người mới bắt đầu, Gekkouga rất hiếm khi ngoại trừ việc chọn Keromatsu ngay từ đầu trò chơi và huấn luyện nó đầy đủ. Nó chỉ có thể có được bằng cách tiến hóa Friend Safari Gekogashira, bằng cách tiến hóa đầy đủ Keromatsu có tên "Froabble" từ đối thủ Shauna trong trò chơi giao dịch với người chơi sau khi hoàn thành trò chơi, hoặc thông qua giao dịch với người chơi khác. Nó có thể được chuyển sang Omega Ruby và Alpha Sapphire thông qua giao dịch, hoặc vào Sun và Moon và các phần Ultra tiếp theo của họ thông qua hệ thống lưu trữ trực tuyến Pokémon Bank. Mặc dù rất hiếm, Gekkouga có một biến thể Shiny có thể đạt được trong các trò chơi có màu đen tuyền với lưỡi đỏ.
Trong X và Y, nếu người chơi chọn Fokko hệ Lửa làm Pokémon khởi đầu, đối thủ chính Serena/Calme sẽ chọn Keromatsu và cuối cùng tiến hóa nó thành Gekkouga. Nếu họ chọn Harimaron hệ Cỏ, thay vào đó Shauna sẽ làm như vậy.
Gekkouga cũng đã được kết hợp trong các trò chơi Pokémon spin-off. Trong trò chơi hành động Pokémon Rumble World, Gekkouga là trùm sau của Lâu đài Moat của Dewdrop Bay, và có thể được tuyển dụng làm nhân vật có thể chơi được. Nó là ông chủ của giai đoạn thứ năm của Khu vực 03 trong Pokémon Picross, của Renegade Grassland trong trò chơi giải đố Pokémon Battle Trozei và Expert Stage 24 trong Pokémon Shuffle. Thông qua việc tiến hóa nhân vật Keromatsu của người chơi, Gekkouga có thể chơi được trong Pokémon Super Mystery Dungeon, và thậm chí còn được đưa vào hộp nghệ thuật của trò chơi.

#### Các game Nintendo khác
Ngoài loạt trò chơi Pokémon, Gekkouga cũng xuất hiện trong loạt Super Smash Bros. của Nintendo. Gekkouga đã được đưa vào như một nhân vật chiến đấu mới trong Super Smash Bros. cho Nintendo 3DS và Wii U vào năm 2014, trở lại trong Super Smash Bros. Ultimate vào năm 2018. Sự bao gồm của Gekkouga đã được tiết lộ trong Super Smash Bros. Direct vào ngày 8 tháng 4 năm 2014, cùng với các nhân vật Zero Suit Samus trở lại, Sheik, Yoshi và Pokémon Lizardon. Giám đốc của trò chơi, Masahiro Sakurai, tuyên bố rằng ông quyết định đưa Gekkouga trước khi hoàn thiện việc phát triển Pokémon X và Y, và ông làm việc rất chặt chẽ với các khái niệm minh họa của Game Freak và tự mình giải thích về nhân vật. Đặc điểm của nó trong các trò chơi Pokémon được phản ánh trong Smash, là một chiến binh nhanh nhẹn với khả năng tàng hình giống như ninja có khả năng tấn công đối thủ bằng nước từ lòng bàn tay. Đập vỡ cuối cùng của nó, Secret Ninja Attack, kết hợp di chuyển Mat Block đặc trưng của Gekkouga. Các sân khấu tại nhà của nó bao gồm Tháp Prism, Nhà thi đấu Pokémon ở Kalos, trên phiên bản 3DS và Kalos Pokémon League trên phiên bản Wii U. Vì Gekkouga chưa được giới thiệu trong bản lồng tiếng Anh của anime XY, nên bản phát hành tiếng Anh của Smash là lần đầu tiên Billy Bob Thompson lồng tiếng cho nhân vật này. Ultimate đã cấp cho Gekkouga bộ anime của mình ra mắt hình thức Battle Bond, Hồi Ash-Greninja, như một phần của động tác Final Smash, xác nhận Gekkouga có thể chơi được trong loạt trò chơi này là nam.

### Trong anime

Hợp thể Satoshi-Gekkouga trong anime hoạt hình Pokémon

Nhiều Gekkouga đã xuất hiện trong loạt phim XY của anime Pokémon. Mặc dù Pokémon này lần đầu tiên được xuất hiện trong tập 17 "Keromatsu đấu với Gekogashira! Trận chiến Ninja !". Nó đã ra mắt chính thức trong bộ phim Pokémon thứ 17, Pokémon: Diancie và chiếc kén hủy diệt, thuộc quyền sở hữu của một ninja nổi loạn tên là Riot. Lần xuất hiện đầu tiên của nó thuộc về Ippei và Sanpei, hai anh em tái xuất trong anime, cả hai đều có Gekkouga. Cả hai đã chọn Keromatsu là Pokémon khởi đầu của họ để tưởng nhớ một Gekkouga dân gian đã cứu ngôi làng của họ. Nhân vật chính của loạt phim Satoshi-Gekkouga là người nổi bật nhất; lần đầu tiên nhân vật xuất hiện với vai Keromatsu trong tập đầu tiên "Tiến đến vùng đất Kalos! Ước mơ và cuộc thám hiểm bắt đầu!", đã bị Satoshi bắt gặp trong tập tiếp theo "Tiến hóa Mega và tháp lăng kính", và phát triển từ Gekogashira thành Gekkouga trong "Quyết chiến tại làng Ninja! Gekogashira đấu với Kirikizan!". Độc đáo, Greninja và Satoshi có thể tạm thời liên kết ý thức tương ứng của họ trong trận chiến. Khi một cuộc trao đổi như vậy xảy ra, các hình thái vật lý trước đây có phần giống với Satoshi, một dạng gọi là "Satoshi-Gekkouga". Satoshi thả Gekkouga trở lại nơi hoang dã để anh có thể bảo vệ Kalos khỏi Băng Ánh Lửa để lại sau khi họ bị đánh bại, cùng với Bé Puni và Z-2 của hai Zygarde.

### Trong các bộ phim hành động trực tiếp
Một nhóm Gekkouga (Greninja) xuất hiện trong bộ phim hành động Pokémon: Thám Tử Pikachu, nhưng khi các nhân vật phản diện nhỏ làm thuê súng cho Clifford Enterprises chống lại Tim và Harry Goodman trong vai Thám tử Pikachu và Lucy Stevens cho đến khi Koduck của Lucy đánh bại họ bằng cách sử dụng toàn bộ sức mạnh của nó điều đó đã thổi bay Gekkouga. Điều này là do một nhóm Gekkouga là nạn nhân của thí nghiệm bất hợp pháp của kẻ chủ mưu Howard Clifford, nhưng với sự giúp đỡ từ bất kỳ nhà khoa học độc ác nào của anh ta, có thể như Tiến sĩ Laurent.

### Trong các ấn phẩm
Trong Pokémon Adventures thích ứng văn học của Pokémon X và Y, Y na Gābena có Gekkouga tên "Croaky". Cô đã chọn nó làm người bắt đầu trong "Keromatsu, Disappear" từ Giáo sư Platane, đối thủ của cô X đã chọn Harimaron và Fokko đã đặt nhầm Poké Ball sau cuộc gặp gỡ tình cờ với Xerneas và Yveltal. Là một Gekkouga, Croaky được chứng minh là một Pokémon rất nghiêm túc và hiệu quả, là một mô tả chính xác về kỷ luật giống như ninja nhưng trái ngược với bản chất tinh nghịch ngụ ý của nó trong các trò chơi video.

### Phương tiện truyền thông khác
Kể từ khi được giới thiệu, Gekkouga thường xuyên được đặc trưng xuất hiện trong các sản phẩm Pokémon. Trong Trò chơi Thẻ Bài Pokémon, Gekkouga-EX là một trong những thẻ bài hàng đầu được liên kết với bộ bài Kalos Power  và được quảng bá cho Sàn chủ đề BREAKpoint Wave Slasher . Satoshi-Gekkouga cũng đã được tích hợp vào trò chơi đánh bài  và đội hình của những chú chó săn. Móc chìa khóa, đồ chơi mềm và số liệu của Pokémon đều có sẵn trên các cửa hàng Pokémon Center trực tuyến cũng như trong chuỗi cửa hàng đồ chơi địa phương. Gekkouga được giới thiệu trong trò chơi thứ tư của amiibo, dòng sản phẩm đồ chơi thuộc bộ sưu tập của Nintendo. Con số này dựa trên sự xuất hiện của nó trong Super Smash Bros. và tương thích với nhiều trò chơi video khác nhau cho Wii U, Nintendo 3DS và Nintendo Switch. Ban đầu được phát hành vào ngày 3 tháng 4 năm 2015 dưới dạng độc quyền của Đồ chơi "R" Us, Gekkouga tỏ ra rất đáng mong đợi đến nỗi đã được bán hết chỉ trong 30 phút.

## Tiếp nhận
Gekkouga đã được chứng minh là một trong những Pokémon phổ biến nhất được giới thiệu trong X và Y, nếu chưa nói đến cả nhượng quyền thương mại. Sau khi được tiết lộ, nó đã được ca ngợi là "tuyệt vời và... có khả năng được phổ biến chỉ bằng thiết kế của nó."  Một cuộc bầu chọn tại Nhật Bản năm 2016 do The Pokémon Company tổ chức đã xác định rằng Gekkouga là loài Pokémon được yêu chuộng nhất ở nước này. Satoshi-Gekkouga đã được mô tả là "một sự bổ sung phong cách" và là "tài sản khổng lồ" cho đội của người chơi.
Sự đón nhận khi vào Super Smash Bros. hầu hết là tích cực, với nhiều nhà phê bình trực tuyến đánh giá cao sự độc đáo của nhân vật và thực sự ngạc nhiên khi tiết lộ. Việc đưa Gekkouga vào phim Thám tử Pikachu cũng nhận được lời khen ngợi vì luôn trung thực với vai diễn ninja trong các trò chơi video và phim hoạt hình, mặc dù một số nhà phê bình chỉ trích "chiếc khăn lưỡi mỏng manh" của loài này là "siêu kinh tởm" khi được thể hiện trong CGI.
Gekkouga đã được gọi tên là "Pokémon of the Year" năm 2020, dựa trên kết quả bình chọn của người hâm mộ trong cuộc thăm dò do Google và The Pokémon Company hợp tác tổ chức.

### Tranh cãi về Anime
Vào ngày 18 tháng 8 năm 2016, Phần Phim Pokémon XYZ- Tập 932: Kalos League Victory! Satoshi's Greatest Decisive Battle (カロスリーグ優勝！サトシ頂上決戦 'Karosurīgu yūshō! Satoshi chōjō kessen') (Tên tiếng Việt: Vô địch giải Liên Minh Kalos! Trận chiến tuyệt vời nhất của Satoshi!!) phải đối mặt với những lời chỉ trích từ người hâm mộ khi Satoshi không thể giành được chức vô địch ở Giải Liên Minh Kalos do thua trong trận đấu chung kết với Alan. Người hâm mộ đặc biệt chỉ trích tập phim do đoạn giới thiệu tập phim (trailer) gây hiểu lầm cho rằng Satoshi sẽ thắng trận chiến và cũng vì Satoshi đã thua tất cả các giải đấu Pokémon trong các mùa giải trước. Người hâm mộ cũng không thích kết quả này vì họ tin rằng Gekkouga của Satoshi có nhiều lợi thế hơn so với Lizardon của Alan, bao gồm cả việc Pokémon loại nước có khả năng đánh bại các Pokémon loại lửa một cách nghiêm trọng, và sự kết hợp của Satoshi với Gekkouga (hay còn gọi là Satoshi-Gekkouga) hiếm hoi được cho là mạnh hơn nhiều so với Tiến hóa Mega thông thường. Một số họa sĩ hoạt hình của bộ truyện cũng bày tỏ sự thất vọng rằng Satoshi đã thua. Video tải lên YouTube của TV Tokyo về đoạn giới thiệu của tập tiếp theo đã nhận được vô số sự không thích do kết quả. Trên IMDb, tập phim trở thành một trong những tập được đánh giá thấp nhất trong toàn bộ anime. Trên trang Change.org đã có kiến nghị yêu cầu một kết thúc thay thế được tạo ra trong đó Satoshi chiến thắng nhận được hơn 3.900 chữ ký.